# Lịch sử hiện đại

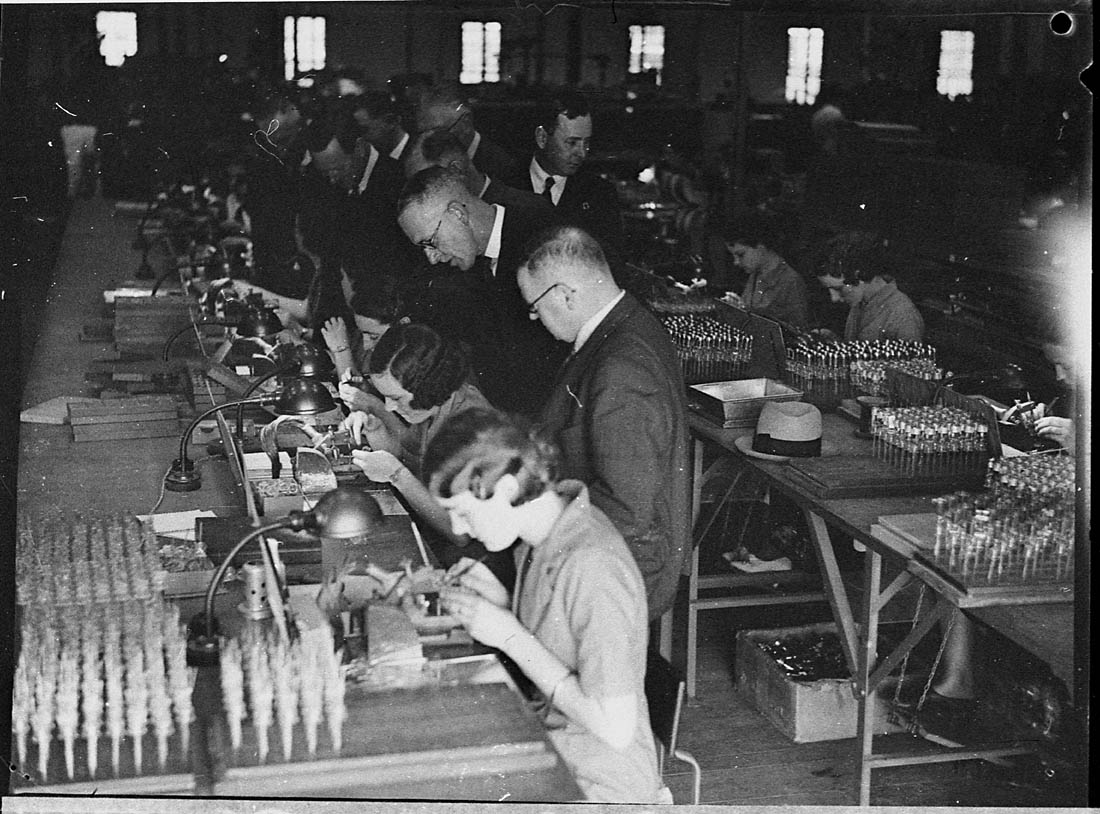
Lịch sử hiện đại chứng kiến những thay đổi mãnh liệt trong cách sống của con người bao gồm cả công nghiệp hóa

Lịch sử hiện đại, thời kỳ hiện đại hoặc thời đại hiện đại, là cách tiếp cận lịch sử, toàn cầu, lịch sử theo khung thời gian sau lịch sử hậu cổ điển. Lịch sử hiện đại có thể được chia nhỏ thành các thời kỳ:
- Thời kỳ đầu hiện đại bắt đầu khoảng đầu thế kỷ 16; các cột mốc lịch sử đáng chú ý bao gồm Phục hưng Châu Âu, Thời đại Khám phá và Cải cách Tin lành.[3][4]
- Thời kỳ cuối hiện đại bắt đầu vào khoảng giữa thế kỷ 18; những cột mốc lịch sử đáng chú ý bao gồm Cách mạng Mỹ, Cách mạng Pháp, Cách mạng Công nghiệp, Sự khác biệt lớn và Cách mạng Nga. Phải đi qua toàn bộ lịch sử loài người tới năm 1804 để dân số thế giới đạt 1 tỷ người; 1 tỷ tiếp theo chỉ sau hơn một thế kỷ, vào năm 1927.[5]
- Lịch sử đương đại là khoảng thời gian của các sự kiện lịch sử từ khoảng năm 1945 có liên quan ngay đến thời điểm hiện tại.

Bài viết này chủ yếu đề cập đến khoảng thời gian 1800-1950 với một bản tóm tắt ngắn gọn giai đoạn 1500-1818. Để có một bài viết chuyên sâu hơn về thời hiện đại trước năm 1800, hãy xem Thời kỳ cận đại.

## Thuật ngữ và cách sử dụng

### Tiền hiện đại

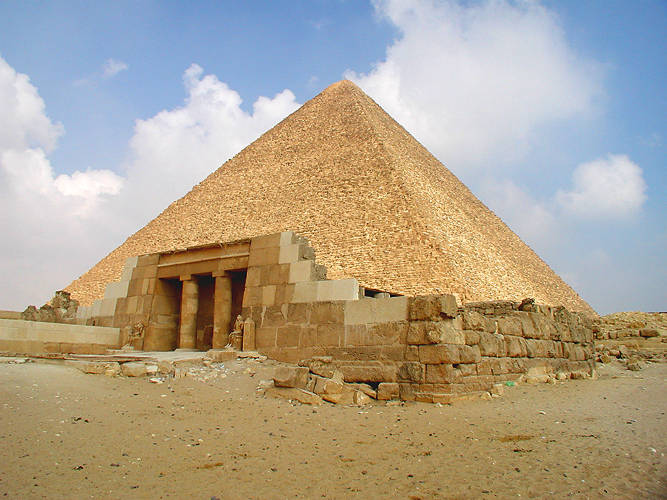
Kim tự tháp Cheops của Ai Cập cổ đại

Trong thời kỳ tiền hiện đại, ý thức về bản thân và mục đích của nhiều người thường được thể hiện thông qua đức tin vào một hình thức thần linh nào đó, có thể là tin vào một Thiên Chúa duy nhất hoặc tin vào nhiều vị thần. Tuy vậy các nền văn hóa tiền hiện đại đã không được nghĩ đến việc tạo ra một cảm giác cá nhân riêng biệt.. Các lãnh đạo tôn giáo, những người thường giữ các vị trí quyền lực, là trung gian tinh thần cho những người thường. Chỉ qua những trung gian này, đại chúng mới được tiếp cận với các đấng thiêng liêng. Phong tục là thiêng liêng đối với các nền văn hóa cổ đại. Nó không thay đổi và trật tự xã hội của nghi lễ và đạo đức trong một nền văn hóa có thể được thực thi nghiêm ngặt.

### Hiện đại
Thuật ngữ hiện đại được đặt ra trong thế kỷ 16 để chỉ thời điểm hiện tại hoặc gần đây (cuối cùng bắt nguồn từ modo trạng từ tiếng Latin, có nghĩa là "ngay bây giờ"). Thời kỳ Phục hưng Châu Âu (khoảng 1420, 1616), đánh dấu sự chuyển đổi giữa thời Trung cổ và đầu thời hiện đại, bắt đầu ở Ý và được thúc đẩy một phần bởi sự khám phá lại nghệ thuật và văn học cổ điển, cũng như những quan điểm mới có được từ Thời đại khám phá và phát minh ra kính viễn vọng và kính hiển vi, mở rộng biên giới của tư tưởng và kiến thức.
Trái ngược với thời kỳ tiền hiện đại, nền văn minh phương Tây đã chuyển đổi dần dần từ tiền hiện đại sang hiện đại khi các phương pháp khoa học được phát triển khiến nhiều người tin rằng việc sử dụng khoa học sẽ dẫn đến mọi kiến thức, do đó đẩy lùi sự huyền bí mà các dân tộc tiền hiện đại sống. Thông tin mới về thế giới được phát hiện thông qua quan sát thực nghiệm, so với việc sử dụng lý trí và kiến thức bẩm sinh của lịch sử.